# Usnea vitrea
Usnea vitrea är en lavart som beskrevs av P. Clerc & M. A. Herrera-Campos. Usnea vitrea ingår i släktet Usnea och familjen Parmeliaceae.   Inga underarter finns listade i Catalogue of Life.